# Aonidomytilus ceanothi
Aonidomytilus ceanothi är en insektsart som först beskrevs av Ferris 1919.  Aonidomytilus ceanothi ingår i släktet Aonidomytilus och familjen pansarsköldlöss. Inga underarter finns listade i Catalogue of Life.